# التسويات وحالات الإفلاس في حالات الاعتداء الجنسي الكاثوليكية
التسويات وحالات الإفلاس في حالات الاعتداء الجنسي الكاثوليكية
التسويات وحالات الإفلاس في حالات الاعتداء الجنسي الكاثوليكية أثرت وأضرت بالابرشيات الأميركية بصورة عامة وبأبرشيات عديدة حول العالم مما أدى إلى افلاسها وبيعها أو تراكم الديون عليها بسبب حالات التعويض وغيرها مما أدى إلى بيعها أو إجراء مزادات عليها، ويذكر أن كمية التعويضات والمدفوعات قد ناهزت المليارات من الدولارات.

## تقديرات دونالد كوزنس
ووفقا لدونالد كوزنس، "بحلول نهاية منتصف التسعينات، كان يقدر أن أكثر من نصف مليار دولار قد تم دفعها كتعويضات في هيئة المحلفين وكاجراءات تسوية ورسوم قانونية. وازداد هذا الرقم إلى نحو مليار دولار بحلول عام 2002.
و قد وصل هذا الرقم إلى رقم كبير جدا بعد تضاعفه خلال السنوات إلى ان يصل إلى حوالي 615 $ مليون دولار أمريكي بسبب حالات الاعتداء الجنسي في عام 2007.

## اقرأ أيضا
- القس برندان سميث
- دعوى قضائية ضد البابا
- شبكة الناجين من الاعتداءات الجنسية من قبل الكهنة